# Zombie Farm
Zombie Farm è un film del 2007 scritto e diretto da B. Luciano Barsuglia.

## Trama
Un gruppo di guerrieri Talebani si infiltra nel bacino idrico della piccola e tranquilla cittadina di Muerto Verde avvelenando l'acqua potabile. Ben presto gli abitanti si trasformeranno in zombie affamati di carne umana, diffondendo l'epidemia. Toccherà a due Agenti dell'FBI e a quattro squinternati studenti del college cercare di riportare le cose alla normalità.

## Produzione
Le riprese del film si sono svolte in California tra Visalia, Anaheim, Los Angeles e Palmdale.
Sul set sono stati usati più di 50 galloni (circa 190 litri) di sangue finto.

## Distribuzione
Il film viene presentato per la prima volta a Denver allo Starland Horror Fest il 21 Aprile 2007.
Pur essendo girato per il mercato Direct-to-video, ottiene una distribuzione limitata in alcune sale cinematografiche.